# Glock 17
El model Glock 17 (G17) va ser la primera pistola dissenyada i fabricada per la companyia austríaca Glock G.m.b.H. Es caracteritza per la seva recambra bloquejada, retrocés curt, un carregador de major capacitat estàndard (17 cartutxos) i una velocitat de foc alta. Utilitza un canó modificat del sistema de fiador Peter/Browning. El G17 va ser mostrat per primera vegada a inicis dels 80 per als entrenaments de l'exèrcit austríac. Va entrar en servei amb el nom de P80.
A diferència d'altres pistoles, el G17 i els altres models Glock han estat produïts amb el mecanisme SAFE ACTION SYSTEM (Acció Segura), que és un mecanisme de tret de semi doble acció (el colpejador queda muntat a mitges) amb un colpejador en comptes del percutor i l'agulla percutora. La seva estructura està farcida de polímer i plàstic sofisticat. Tampoc té fiadors manuals, sinó fiadors automàtics integrats que la fan segura de portar, però a canvi de la comoditat que és no haver de desactivar-la abans de disparar, el gallet de la Glock requereix una gran pressió d'uns 2.5 quilos, la qual cosa és una pressió molt gran comparada amb altres armes.
Quan es va revelar que la seva estructura era de polímer, això va sorprendre lleugerament els usuaris d'armes i alguns van pensar que estava feta de plàstic i, per tant, que era imperceptible per als detectors de metalls.
No obstant això, la corredora, el canó i altres peces són de metall i per això el model és percebut pels detectors de metall. La corredora i el canó són tractats amb el Procés QPQ Tenifer, que torna molt més durable el seu acer.
La G17 s'ha tornat molt popular per la seva facilitat de manejar, llarga durabilitat, preu moderat i una precisió de tret per dalt de la mitjana. És molt fiable en ambients hostils per a les pistoles, com els deserts, selves i regions àrtiques.
La G17 ha experimentat tres revisions importants des de la seva aparició, així que la versió actual s'anomena la tercera generació de Glock 17.
També s'han produït altres versions de la tercera generació de G17:
1. Glock 17C ("Compensat") model que disminueix el retrocés expulsant part dels gasos del tret cap amunt, a través d'uns orificis practicats en el canó i en la corredora. Especialment útil mentre es fan diversos trets en un lapse molt breu.
2. Glock 17L és una versió amb un canó i una corredora més llargs.
3. Glock 17RTF és una versió amb un texturat diferent en el grip que la fa més fàcil d'empunyar.
4. Glock 18 i 18C són capaces de disparar en mode automàtic.

La G17 és el model més utilitzat pels policies, però també és popular per a ús militar, esportiu i per a defensa. Més de 50 països l'utilitzen.
Tots els models són anomenats incorrectament "Glock", però, segons el seu inventor (Gaston Glock), per referir-s'hi s'ha d'escriure tota la paraula, "GLOCK", amb lletres majúscules.
- Calibre: 9mm Parabellum (9x19).
- Longitud del canó: 114 mm.
- Total, buit: 625 g.
- Capacitat del carregador: l'estàndard és 17 +1 cartutxos, però n'hi ha també de 10 +1 a 33 +1 cartutxos (els "+1" es refereixen a un cartutx addicional en la recambra de la pistola).

Hi ha altres models de Glock que són molt similars al G17. Utilitzen bàsicament el mateix disseny en la seva estructura, però els seus pistolins, canons i correderes poden ser diferents perquè empren diferents calibres i són de diferents mides:
Exemple:
1. El model Glock 22, que empra el calibre 40 S & W.
2. El model Glock 31, que empra el calibre 357 SIG.
3. El model Glock 25, que empra el calibre 380 ACP.
4. El model Glock 26, en calibre 9mm Parabellum. Algunes persones utilitzen el model Glock 26 a causa de la seva petita mida, i per ser ideal per a portar com a arma amagada.